# Lucio Aurelio Commodo Pompeiano
Lucio Aurelio Commodo Pompeiano (latino: Lucius Aurellius Commodus Pompeianus; 176 circa – 211/212?) è stato un senatore romano, console nel 209.
Suo nonno materno era l'imperatore Marco Aurelio, quindi è possibile pensare che fosse stato nominato come erede dello zio Commodo, sebbene non gli succedette mai, vista l'ascesa di Pertinace.
Pompeiano era originario di Antiochia, in Siria; i suoi figli furono Lucio Tiberio Claudio Pompeiano (console nel 231) e Tiberio Claudio Quinziano (console nel 235). Nel 209 Pompeiano ricoprì la carica di console.
È probabile che il Pompeiano cui fa riferimento l'Historia Augusta, e che sarebbe stato giustiziato nel 211/212, fosse Commodo Pompeiano.